# 24856 Messidoro
24856 Messidoro este un asteroid din centura principală de asteroizi.

## Descriere
24856 Messidoro este un asteroid din centura principală de asteroizi. A fost descoperit pe 15 ianuarie 1996 la Cima Ekar de Maura Tombelli și Claudio Casacci. Asteroidul prezintă o orbită caracterizată de o semiaxă mare de 2,72 ua, o excentricitate de 0,25 și o înclinație de 8,8° în raport cu ecliptica.